# Maki Kusumoto
Maki Kusumoto (jap. 楠本 まき, Kusumoto Maki; * 15. Juli 1967 in der Präfektur Kanagawa, Japan) ist eine japanische Mangaka.
Ihr erster professionell veröffentlichter Manga erschien 1984 im Margaret, einem der bekanntesten japanischen Manga-Magazine für Mädchen (shōjo). Sie studierte Philosophie auf der Ochanomizu-Frauenuniversität in Tokio und lebt heute in London. Bekannt wurde sie durch ihren Manga Kiss xxxx.

## Werke
- 1988 Ao no kaihou -The release from blue- (Shūeisha)
- 1989 Hot Hot Hot (Shūeisha)
- 1989–1991 Kiss xxxx (5 Bände, Shūeisha)
- 1993 T.V. eye (Shūeisha)
- 1994–1995 K no souretsu -The funeral procession of K- (2 Bände, Shūeisha)
- 1997 Hikarabita taiji -Embryons desséchés (Shinshokan)
- 1998 Ikasamaumigame no soup -Mock turtle soup- (Shinshokan)
- 1998 Die tödliche Dolis (Shodensha)
- 2000 anbiseikatsu hyakka\ -An Encyclopedia for People under an Obsession with Beautiful Things- (Shūeisha)
- 2001 Renaitan -A serious Love Story- (Parco)
- 2002 Love, egg and catastrophe (Shodensha)
- 2003 Two decades (Shinshokan)
- 2004 eggnog (Shodensha)

## Artbooks
- 1998 ikasama umigame no soup ten
- 2002 love, egg and catastrophe
- 2003 Two decades